# Blönduós

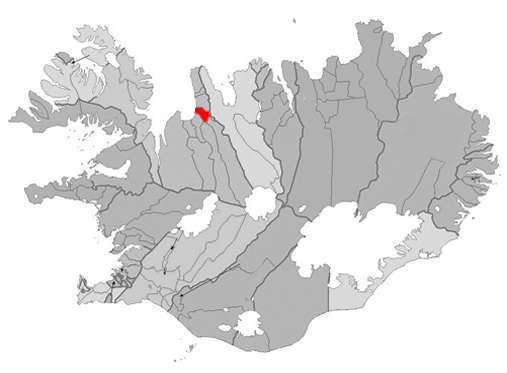

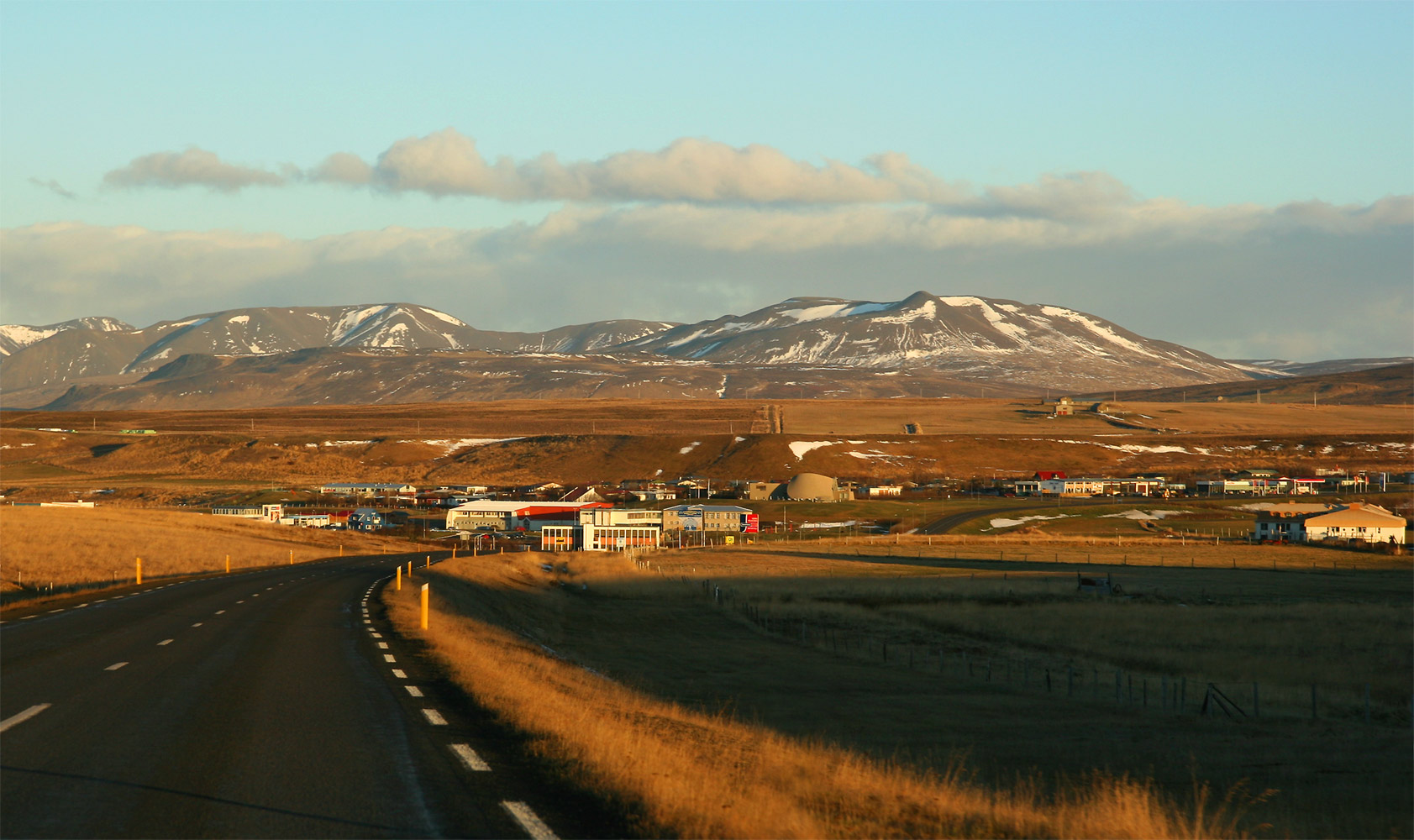
Blönduós och dess omgivningar.

Blönduós är ett samhälle på norra Island som har 950 invånare (2021).
Blönduós ligger vid älven Blandas utlopp i Húnafjörður, på östra sidan av bukten Húnaflói, ungefär 244 kilometer från huvudstaden Reykjavik.
Karlstads kommun i Sverige är vänort till Blönduós.

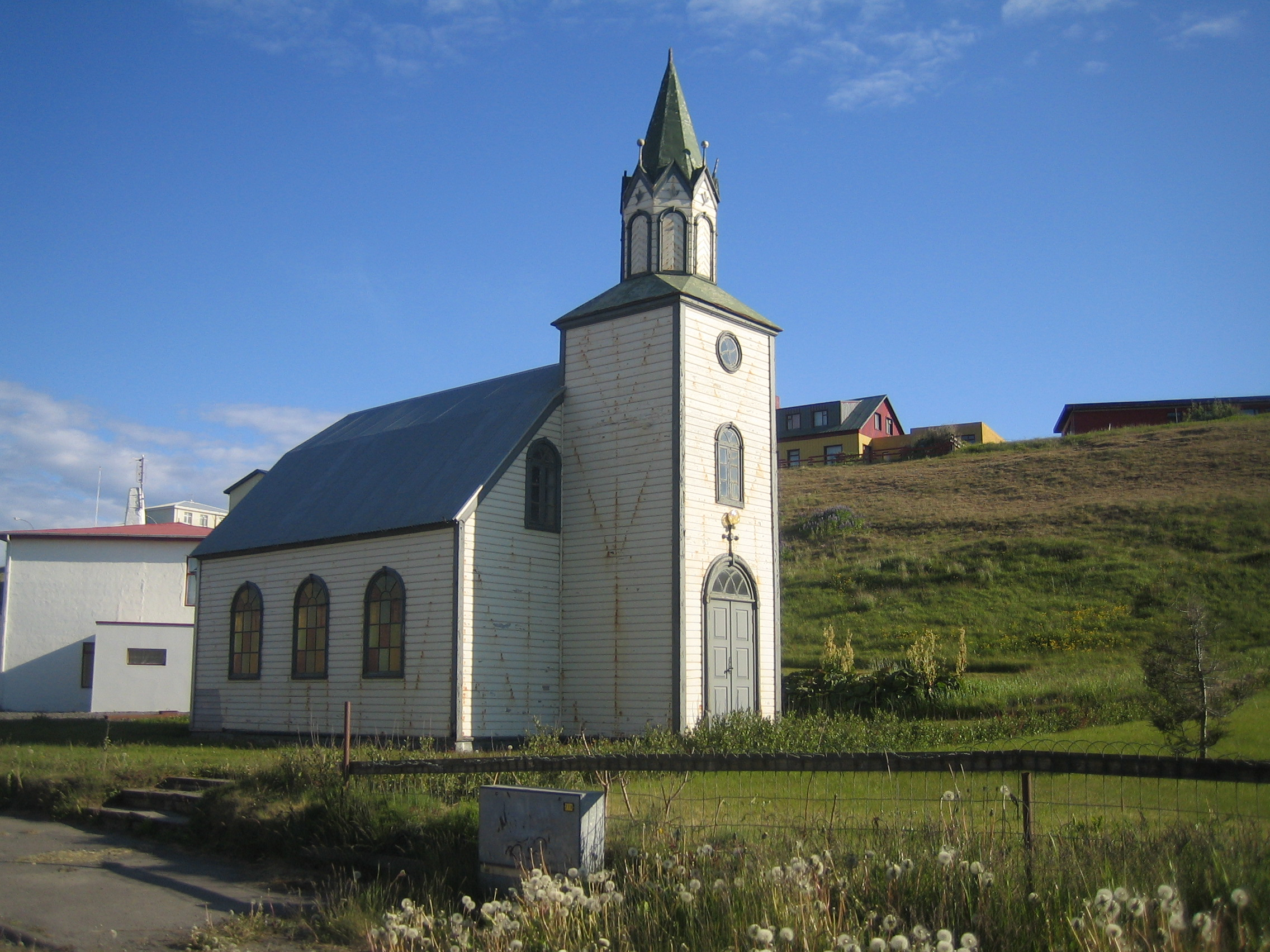
Gamla kyrkan i Blönduós
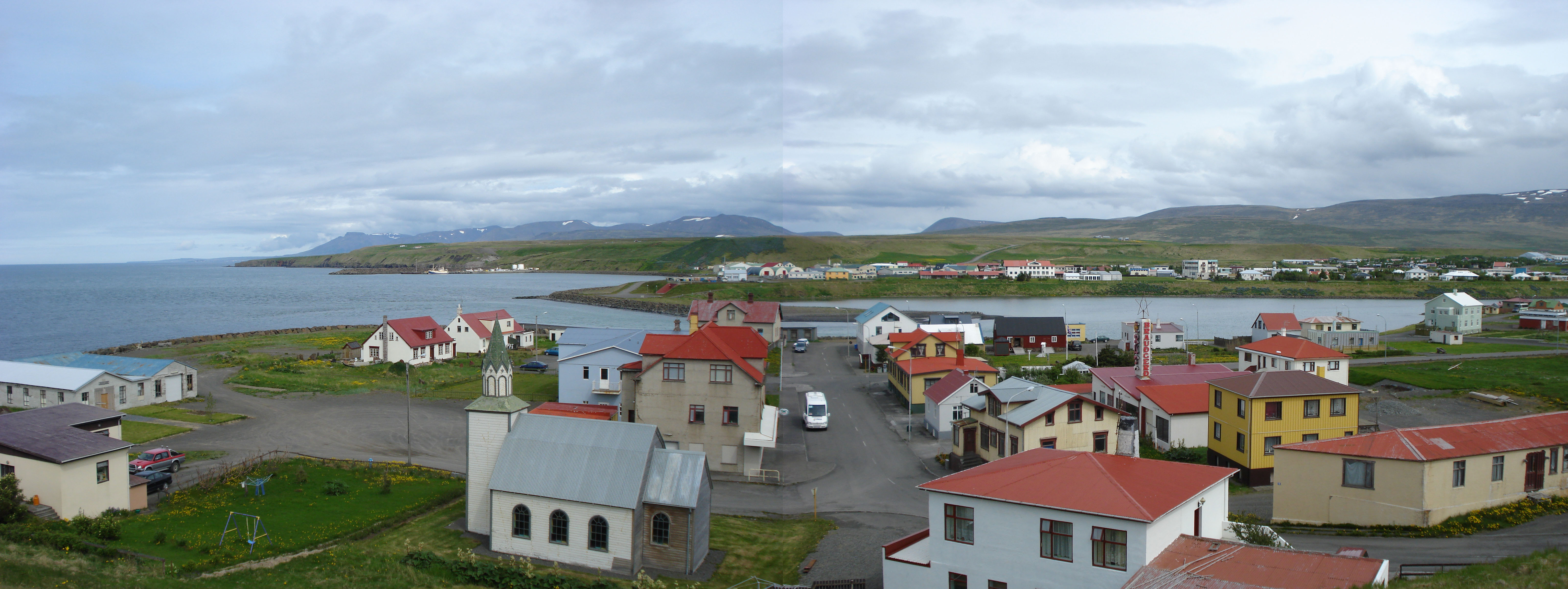
Blönduós med kyrkan
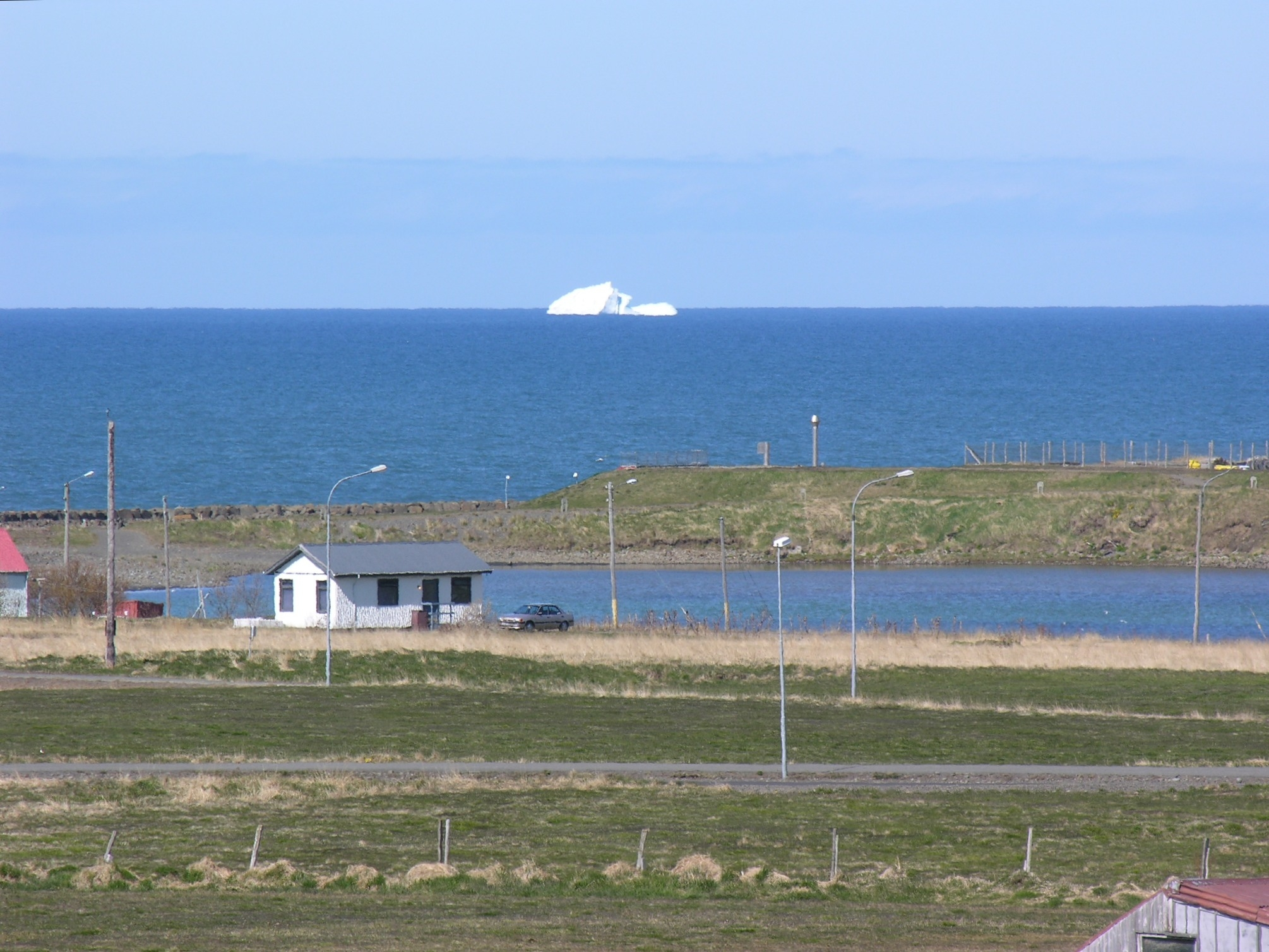
Isberg passerar Blönduós